# Mikušovce (Banská Bystrica)
Mikušovce (em húngaro: Miksi) é um município da Eslováquia, situado no distrito de Lučenec, na região de Banská Bystrica. Tem 4,99 km² de área e sua população em 2018 foi estimada em 283 habitantes.

## Demografia
| Ano:        | 1994 | 2004   | 2014   | 2024   |
| ----------- | ---- | ------ | ------ | ------ |
| Broj ljudi: | 285  | 278    | 272    | 284    |
| Razlika:    |      | -2,45% | -2,15% | +4,41% |

| Ano:               | 2023 | 2024   |
| ------------------ | ---- | ------ |
| Número de pessoas: | 290  | 284    |
| Diferença:         |      | -2,06% |